# Ceratagallia oionus
Ceratagallia oionus är en insektsart som beskrevs av Hamilton 1998. Ceratagallia oionus ingår i släktet Ceratagallia och familjen dvärgstritar. Inga underarter finns listade i Catalogue of Life.